# لويس، كونت فندوم
لويس، كونت فندوم (1376 - 21 ديسمبر 1446؛ تور)، الابن الثاني لـ جان الأول، كونت لامارش وكاترين، كونتيسة فندوم، كان كونت فندوم من 1393 حتى وفاته.